# 普雷穆達島
44°20′N 14°36′E / 44.333°N 14.600°E

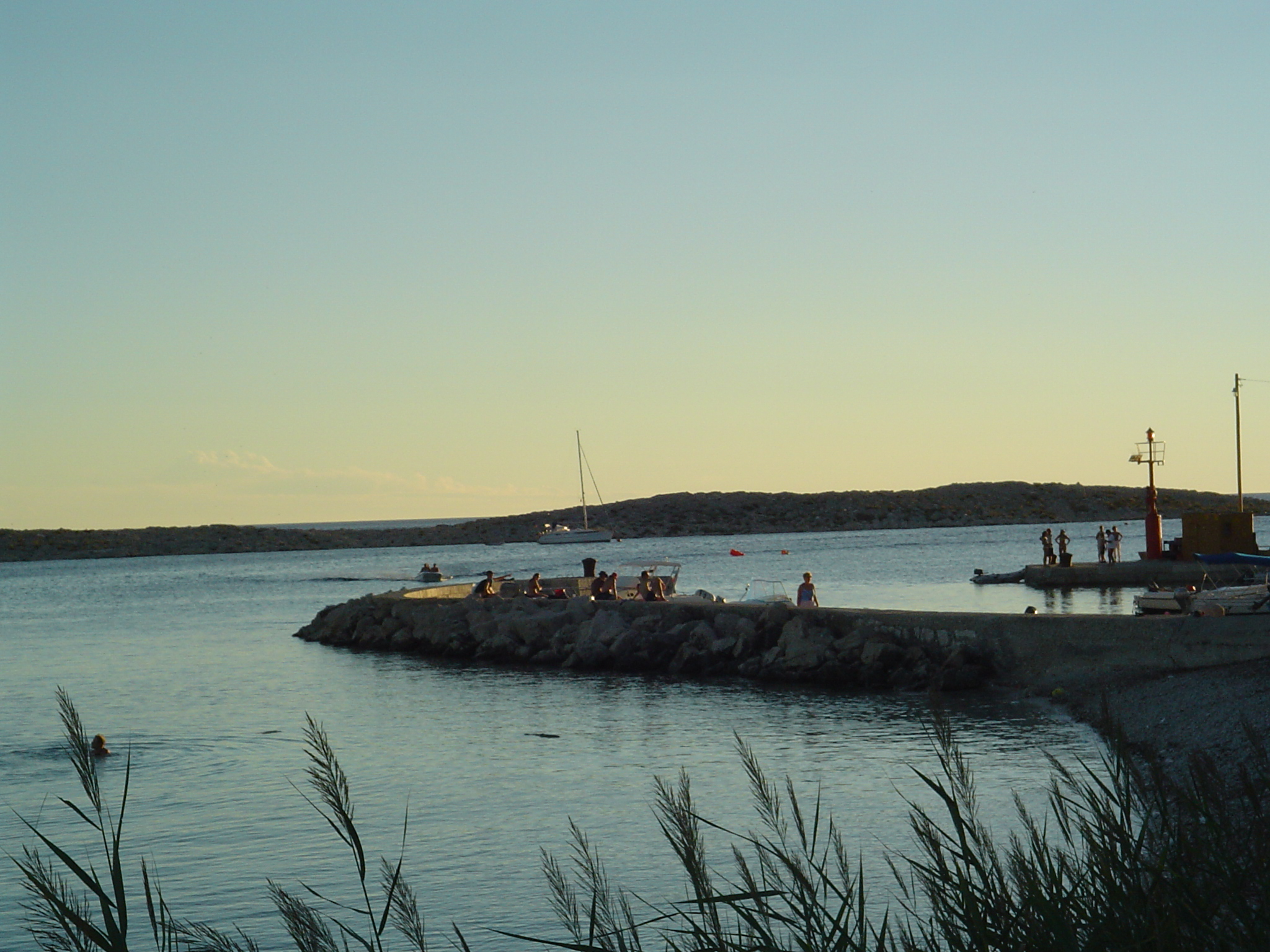

普雷穆達島是克羅地亞的島嶼，位於亞得里亞海北部，由扎達爾縣負責管轄，長10公里、寬1公里，面積9.2平方公里，最高點海拔高度58米，2001年人口58。

## 外部連結
- Premuda photos
- Diving information